# Maud Mayeras
Pour les articles homonymes, voir Mayeras.
 (novembre 2013).
Si vous disposez d'ouvrages ou d'articles de référence ou si vous connaissez des sites web de qualité traitant du thème abordé ici, merci de compléter l'article en donnant les références utiles à sa vérifiabilité et en les liant à la section « Notes et références ».
Maud Mayeras est une romancière française, née le 6 octobre 1981. Elle vit à Limoges.

## Biographie
Son premier livre, Hématome, est paru aux éditions Calmann-Lévy dans la collection Suspense en 2006. Sept ans plus tard, son second roman intitulé Reflex est édité aux éditions Anne Carrière.
Maud Mayeras fait partie du collectif littéraire Satori Noir qui rassemble des auteurs comme Ghislain Gilberti, Frédéric Rapilly, Michael Mention, Marc Charuel et Olivier Gay.

## Œuvre

### Romans
- Hématome, Paris, Calmann-Lévy, coll. « Suspense », 2006, 278 p. (ISBN 2-7021-3676-1, BNF 40148563)
- Reflex, Paris, Éditions Anne Carrière, coll. « Thriller », 2013, 365 p. (ISBN 978-2-84337-719-8, BNF 43711745)
- Lux, Paris, Éditions Anne Carrière, coll. « Thriller », 2016, 252 p. (ISBN 978-2-84337-743-3, BNF 45165393)
- Les Monstres, Paris, Éditions Anne Carrière, coll. « Thriller », 2020, 320 p. (ISBN 978-2-84337-885-0)[2]

### Nouvelles
- Ecouter le Noir, Paris, Belfond, coll. « Thriller », 2019, 288 p. (ISBN 978-2-71448-189-4)
- Frissons noirs, Paris, France Loisirs, coll. « Thriller », 2020, 170 p. (ISBN 978-2-29816-224-0)